# ژرژ برونشار
ژرژ برونشار (فرانسوی: Georges Bronchard‎؛ زادهٔ) دوچرخه‌سوار اهل فرانسه است.